# Project Portfolio Management
In economia aziendale e ingegneria gestionale il Project Portfolio Management (PPM) è un termine utilizzato dai project manager e dalle organizzazioni per il project management (PM) per descrivere i metodi per analizzare e gestire un gruppo di progetti in corso oppure di proposte di progetto, basandosi su diverse caratteristiche chiave. 
L'obiettivo fondamentale del processo di PPM è quello di determinare la sequenza ed il mix ottimale dei progetti proposti per raggiungere nel miglior modo possibile gli obiettivi dell'organizzazione, solitamente espressi in termine di misuratori economici, obiettivi delle strategie di business oppure obiettivi strategici a livello tecnico, tenendo conto dei vincoli imposti dal management o da fattori esterni. I tipici attributi del progetto vengono analizzati in un processo di PPM che include: il costo totale di ogni progetto, il consumo di scarse risorse (sia umane che di altro tipo), la  durata prevista e la pianificazione degli investimenti, i benefici e le relazioni o interdipendenze con gli altri progetti nel portfolio.
La chiave nell'implementazione di un processo di PPM efficace è solitamente assicurarsi il permesso di farlo. Molte organizzazioni sono culturalmente abituate ad usare metodi informali per prendere decisioni sugli investimenti per i progetti. Ad ogni modo questo approccio decisionale ha portato molte organizzazioni a risultati insoddisfacenti, questo ha permesso la formazione della domanda per un processo di decision making più metodologico e trasparente. Questa richiesta si è trasformata in un mercato per i tools ed i sistemi che facilitano tale processo.
Alcuni rivenditori di tali prodotti sottolineano la capacità dei loro prodotti di trattare i progetti come parte di un unico portfolio di investimento. La maggioranza degli strumenti e dei metodi di PPM cercano di stabilire un insieme di valori, tecniche e tecnologie che permettano la visibilità, la standardizzazione, la misurazione ed il miglioramento del processo. Gli strumenti del PPM cercano di permettere all'organizzazione di gestire il flusso continuo dei progetti dall'idea al completamento.